# 스트루미차시

스트루미차 시의 위치

스트루미차시(마케도니아어: Општина Струмица)는 마케도니아 공화국 동부에 위치한 지방 자치체로 행정 중심지는 스트루미차이며 면적은 321.49km2, 인구는 54,676명(2002년 기준)이다. 남서쪽으로는 발란도보 시, 북서쪽으로는 콘체 시, 북쪽으로는 바실레보 시와 보실로보 시, 동쪽으로는 노보셀로 시와 접하며 남동쪽으로는 그리스와 국경을 접한다.